# Waterschap Zeeuwse Eilanden
Waterschap Zeeuwse Eilanden (WZE) was een waterschap in Nederlandse provincie Zeeland, wat bestond uit de Zeeuwse eilanden Noord-Beveland, Zuid-Beveland, Schouwen-Duiveland, Tholen, Sint Philipsland en Walcheren. Met het Waterschap Zeeuws-Vlaanderen is het waterschap op 1 januari 2011 gefuseerd tot het waterschap Scheldestromen.
Het waterschap zorgde voor een tegen overstroming beschermd gebied met behulp van sterke dijken, een juist waterpeil in de sloten, schoon en gezond oppervlaktewater en veilige wegen. Het hoofdkantoor van Zeeuwse Eilanden was te vinden langs het Kanaal door Walcheren in Middelburg.

## Bestuur
De laatste dijkgraaf was Toine Poppelaars. In het laatste jaar van het waterschap was hij tevens dijkgraaf van het waterschap Zeeuws-Vlaanderen. Hij werd de eerste dijkgraaf van het nieuwe waterschap Scheldestromen. Voor hem was W.A. Gosselaar de dijkgraaf. Waterschap Zeeuwse Eilanden kende 35 bestuursleden waarvan er vijf deel uitmaakten van het dagelijks bestuur.

## Organisatie
Het Waterschap Zeeuwse Eilanden was in 1996 ontstaan uit een samenvoeging van het Waterschap Walcheren, het Waterschap Noord- en Zuid-Beveland, het Waterschap Schouwen-Duiveland en het Waterschap Tholen. Ook het Centraal Laboratorium Zeeuwse Waterschappen en het wegschap Walcheren zijn als gevolg van de samenvoeging opgegaan in het waterschap Zeeuwse Eilanden. De oudere archieven van het waterschap en diens rechtsvoorgangers zijn sinds 2007 in beheer bij het Zeeuws Archief.

## Gegevens
- Oppervlakte: ca. 97.000 ha
- Zeedijken en duinen: 441 kilometer
- Binnendijken: 356 kilometer
- Wegen: 2.251 kilometer
- Wegbeplanting: 900 kilometer
- Waterlopen: 6.769 kilometer
- Gemalen: 65
- Rioolwaterzuiveringsinstallaties: 10
- Het waterschap voerde geen wapen[1][2]

## Fusie met waterschap Zeeuws-Vlaanderen
Op 2 september 2008 spraken de besturen van beide waterschappen zich tijdens aparte vergaderingen positief uit voor de principe-overeenkomst om te komen tot één waterschap in Zeeland. Gedeputeerde Staten van de Provincie Zeeland heeft het formele fusietraject ingezet dat er toe leidde dat per 1 januari 2010 de ambtelijke organisaties werden samengevoegd en per 1 januari 2011 de fusie een feit was.